# Xã Richburg, Quận Bottineau, Bắc Dakota
Xã Richburg (tiếng Anh: Richburg Township) là một xã thuộc quận Bottineau, tiểu bang Bắc Dakota, Hoa Kỳ. Năm 2010, dân số của xã này là 37 người.